# Port de plaisance de Rouen
Rouen, ville fluviale sur la rive droite de la Seine dispose d'un port de plaisance.

## Historique
Ouvert en 2008, le port de plaisance de Rouen comporte 150 places dans la darse Paul-Barrillon du bassin Saint-Gervais, avec 100 anneaux dans le port à flot et des places dans le port à sec.